# Atividade militar na Antártida

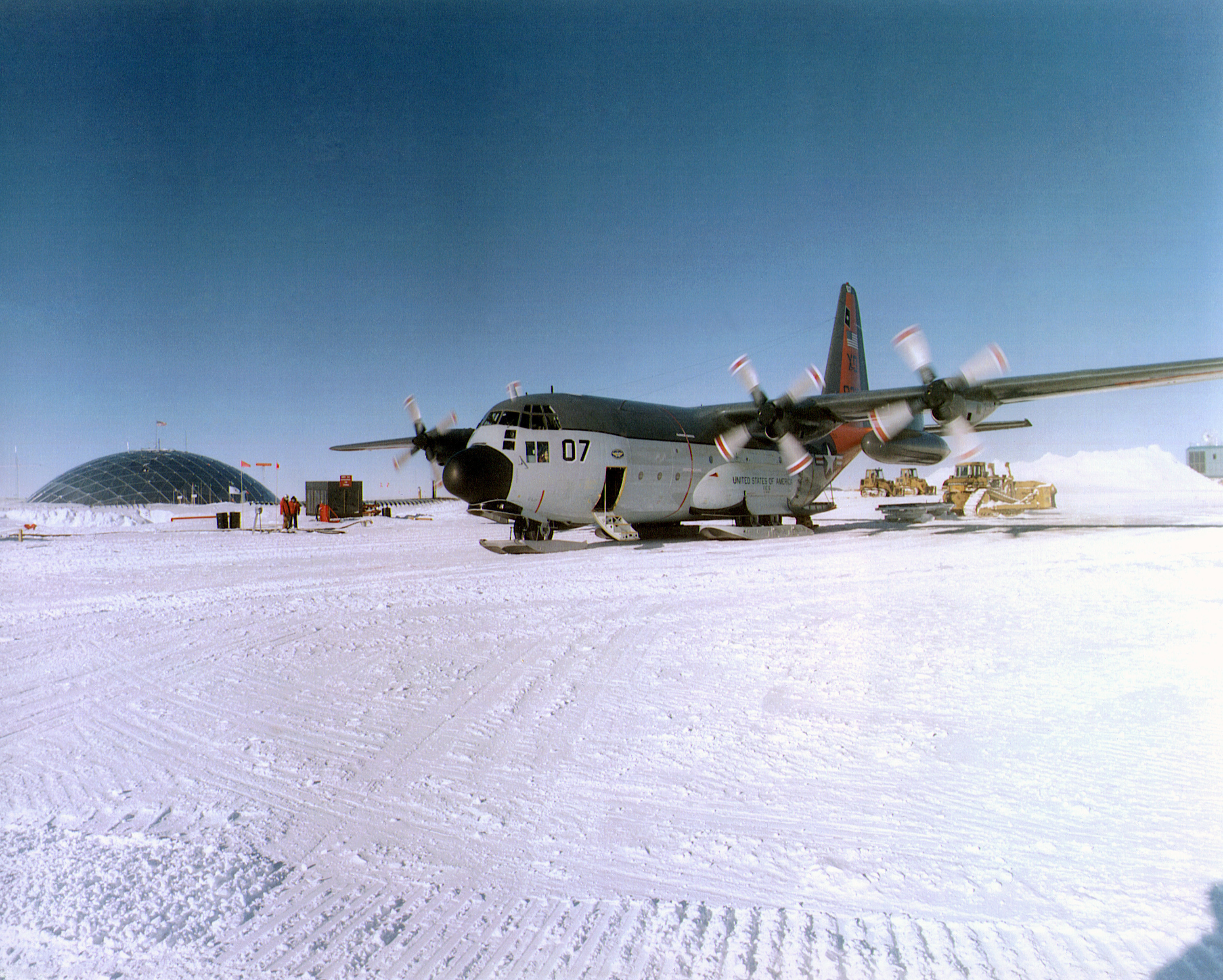
Um LC-130 Hércules da Marinha dos Estados Unidos perto da Estação Amundsen-Scott em 1996

Como a Antártida nunca foi permanentemente ocupada por humanos, historicamente há muito pouca atividade militar na Antártida. Enquanto o Sistema do Tratado da Antártida, que entrou em vigor em 23 de junho de 1961, bane a atividade militar na Antártida, o pessoal e o equipamento militar pode ser usado apenas para pesquisa científica ou qualquer outro propósito pacífico (tal como entregas de suprimento) no continente.
O Tratado Antártico proíbe especificamente a atividade militar em terra ou plataformas de gelo abaixo de 60°S. Enquanto o uso de armas nucleares está absolutamente proibido, o Tratado não se aplica à atividade naval dentro destas fronteiras (no Oceano Antártico) que há tanto tempo já ocorre em alto mar.

## Operações notáveis
As forças militares de muitos países têm dado apoio à expedições e bases científicas na Antártida. Operações notáveis e expedições incluíram:
- A Segunda Viagem do Comandante James Cook (Reino Unido, 1773)
- Levantamentos do USS Vincennes da Antártida (Estados Unidos da América, 1839 e 1840)
- Em fevereiro de 1941, o Cruzador auxiliar alemão  Komet patrulhou o Mar de Ross e a linha costeira da Antártida em uma busca mal-sucedida pelos Aliados baleeiros[2]
- Operação Tabarin (Reino Unido, 1944-45);
- Operação Highjump (Estados Unidos da América, 1946-47);
- Base Soberania (Chile, 1947);
- Operação Windmill (Estados Unidos da América, 1947-48);
- Base O'Higgins (Chile, 1948);
- O HMAS Wyatt Earp australiano auxiliar fez uma viagem mal-sucedida à Antártica em 1948;[3]
- Base González Videla (Chile, 1951);
- Base Aguirre Cerda (Chile, 1955);
- Operação Deep Freeze (Estados Unidos da América e Nova Zelândia, 1955-em andamento);
- Operação 90 (Argentina, 1965);
- Base Presidente Frei (Chile, 1980);
- Operação Estrella Polar (Chile, 1984);
- Operação Aurora Austral (Chile, 1996);
- Estação Parodi (Chile, 1999);
- Expedição Hielo I (Chile, 2002);
- Expedição Hielo II (Chile, 2004);
- Em janeiro de 2006 uma aeronave de patrulha marítima Força Aérea Real da Nova Zelândia Órion P-3K conduziu um voo experimental para e da Campo de pouso Pegasus próximo à Estação McMurdo para determinar a viabilidade de levar patrulhas da Antártida em auxílio à Convenção para a Conservação dos Recursos da Vida Marinha Antártica.[4] Os P-3Ks da Força Aérea Real da Nova Zelândia têm regularmente conduzido voos de e para a Antártida desde esta bem-sucedida experiência.[5]

## Potencial para futuros conflitos
John Keegan e Andrew Wheatcroft, em seu livro de 1986 'Zones of Conflict: An Atlas of Future Wars', mencionaram que os interesses estratégicos na Antártida derivam de duas causas: a econômica e a estratégica. A Antártida tem grande potencial de valor econômico, em termos de recursos minerais e petrolíferos. Estrategicamente, houve uma preocupação contínua sobre manter a rota do Cabo Horn disponível como livre passagem durante a Guerra Fria, como, entre outras coisas, os porta-aviões dos EUA não podem passar através do Canal do Panamá. As Ilhas Falkland, Keegan e Wheatcroft continuam por assim dizer, a dominar a Passagem Drake, um 'trecho de água turbulento separando a América do Sul da Antártida'. Esta foi um fator menos divulgado durante a Guerra das Falklands.
Entretanto, com a dissolução da União Soviética e a competição crescente por recursos de combustível fóssil, a lógica econômica, mais do que a 'estratégica' é provavelmente a mais importante no início do século XXI.